# Collado de la Vera
Collado de la Vera (fins al 14 d'abril de 2012 denominat Collado) és un municipi de la província de Càceres, a la comunitat autònoma d'Extremadura (Espanya).

## Demografia
| 2001 | 2002 | 2003 | 2004 | 2005 | 2006 |
| ---- | ---- | ---- | ---- | ---- | ---- |
| 220  | 227  | 218  | 237  | 229  | 220  |